# Fabrizia Pons
Fabrizia Pons (Torino, 1955. június 26. –) olasz autóversenyzőnő, rali-navigátor.

## Pályafutása
1978-ban pilótaként vett részt első rali-világbajnoki versenyén.
1981 és 1986 között a francia Michèle Mouton navigátora volt a világbajnokságon. Az 1981-es San Remo-ralin elért győzelmük az első diadal volt a világbajnokságon melyet női versenyzőpáros szerzett. Közös pályafutásuk során további három világbajnoki futamot nyertek. Legelőkelőbb összetett helyezésüket az 1982-es szezonban érték el, amikor is a második helyen zárták az évet.
1994 és 1996 között több futamon navigált a finn világbajnok Ari Vatanen mellett. 1996 és 1998 között pedig honfitársa, Piero Liatti navigátora volt. Liattival több európa-bajnoki és egy világbajnoki versenyt nyert meg.

### Rali-világbajnoki győzelmei
| #  | Dátum                 | Rali             | Versenyző      | Autó               | Összefoglaló |
| -- | --------------------- | ---------------- | -------------- | ------------------ | ------------ |
| 1. | 1981. október 5-10    | San Remo-rali    | Michèle Mouton | Audi Quattro       | Összefoglaló |
| 2. | 1982. március 2-8     | Portugál rali    | Michèle Mouton | Audi Quattro       | Összefoglaló |
| 3. | 1982. máj 31-jún 3    | Akropolisz-rali  | Michèle Mouton | Audi Quattro       | Összefoglaló |
| 4. | 1982. augusztus 11-14 | Brazil rali      | Michèle Mouton | Audi Quattro       | Összefoglaló |
| 5. | 1997. január 19-22    | Monte Carlo-rali | Piero Liatti   | Subaru Impreza WRC | Összefoglaló |

## Külső hivatkozások
- Profilja az ewrc.cz honlapon
- Profilja a rallybase.nl honlapon
- Profilja a juwra.com